# 総合型地域スポーツクラブ
総合型地域スポーツクラブ（そうごうがたちいきスポーツクラブ）とは、日本における生涯スポーツ社会の実現を掲げ、1995年より文部科学省・スポーツ庁が実施するスポーツ振興施策の一つである。幅広い世代の人々が各自の興味関心・競技レベルに合わせ、さまざまなスポーツに触れる機会を提供する、地域密着型のスポーツクラブをいう。

## 概要
文部科学省のスポーツ振興基本計画では、「全国各市町村に少なくとも一つの総合型地域スポーツクラブをおく」としている。2024年度に同省が行った調査によると、2024年7月現在、全国1,741市町村中1,325の市区町村において、総合型地域スポーツクラブが既に創設ないし創設準備段階にある。全国で育成されているクラブ数は、すでに創設されたクラブが3,448クラブ、創設準備中のクラブが133クラブ、合計3,581クラブとなっている。日本全国津々浦々に「総合型地域スポーツクラブ」は存在している。
総合型地域スポーツクラブは、地域住民が主体となり設立・運営するのが理想である。しかし地域によっては行政が主導して設立したのちに、住民が中心となって運営しているクラブも多数あり、地域の特性によって様々な形態がある。ＮＰＯ法人や社団法人など法人格を取得し、体育館や運動施設、公民館等を指定管理しながら運営しているクラブは比較的安定した運営ができている。
総合型地域スポーツクラブに対して行政の支援の在り方等、今後も議論の余地があると思われる。公共施設の利用料について、減額や免除を行っている自治体もある。また、抽選ではなく優先的に施設を貸し出すことによってクラブの教室運営を助けている所もある。
クラブは受益者負担の考え方により会費を徴収し、年間を通して活動できるスポーツ教室やイベントを開催している。クラブによっては、地域においてスポーツのみならず様々な活動を行っており、災害時の避難所運営や、全国のネットワークを活かした被災地支援等も行っている。
年に一度、総合型地域スポーツクラブの運営に携わる人々が一堂に会して研修する「全国スポーツクラブ会議」には、多くの人々が参加し情報交換を行っている。また、日本スポーツ協会総合型地域スポーツクラブ全国協議会主催の「ブロック別ネットワークアクション」は、地区毎にテーマを設け、活動の充実を目指して研修を行っている。
運営者・指導者・受講者が地域住民なので「住民の住民による住民のためのスポーツクラブ」と呼ばれることがある。2022年度より「登録・認証制度」が始まり、クラブの透明性がより高まった。文部科学省の提言により、2023年度より「学校部活動」が徐々に地域に移行されることになった。総合型地域スポーツクラブもその受け皿として期待されている。
学校地域部活動の地域連携・移行について、現在各都道府県・市町村で様々な取り組みが始まっている。一部の地域では、文部科学省のモデル事業を行っている。総合型地域スポーツクラブの事務所を中学校や小学校の中に置くことによって部活動の地域移行をスムーズに行っている所もあり注目されている。

## 地域社会における役割
地域密着型のスポーツクラブは、地域社会において重要な役割を果たす。スポーツクラブに参加することで地域における役割を持ち、他の住民と交流することになる。それは、主に高齢者、特に定年退職後の男性などの地域で孤立しやすい人々の暮らしをよりよくするだけでなく、自殺予防にもつながる。
男性退職者の福祉・自殺予防の観点から見れば、家庭や社会での生活を上手く構築できない者にとって地域での生活が重要となる。そのため、そのような人々には多様な人々が身近な地域で「緩やかな繋がりや無理のない助け合い」を形成し、地域における役割を獲得し、自己存在を確認できるようにするための仕組みやきっかけが必要になる。
和秀俊が埼玉県と共同で行った調査によれば、地域活動の参加者は不参加者よりも孤独感が少ないこと、地域における役割意識が高いこと、緩やかな繋がりや気軽な助け合いを構築しやすいことなどが示唆されている。このような調査からも、何らかの地域活動に参加することが孤立を招くライフスタイルを改善し、孤独感の解消に役立つとわかる。
そのような中、この調査で「健康・スポーツ」は「現在行っている地域活動」「最も力を入れている地域活動」「今後やってみたい地域活動」の項目において最も多く回答された。
また、内閣府が実施した『高齢者の地域社会への参加に関する意識調査』においても、男性高齢者は「現在行っている活動」「最も力を入れている活動」「今後やってみたい活動」で最も多く「健康・スポーツ」を回答し、また健康・スポーツの参加者はボランティア活動の参加者よりも開放的であることも同時に示された。
したがって、健康・スポーツ分野の活動は男性退職者にとって最も参加しやすい地域活動であり、総合型地域スポーツクラブは地域社会と繋がりを持つための効果的な手段と考えられる。

## 登録・認証制度
クラブの認証・登録制度を日本スポーツ協会が開始。指導者の質・安全面・財政面等を第三者専門機関の協力のもとで審査して登録・認証するもので、制度の運用を通じてクラブの信頼性を高めていくことを企図している。2022年度から登録制度を開始。2025年度から認証制度を開始した。